# Захват Синт-Мартена
Захват Синт-Мартена — захват испанским флотом острова Сен-Мартен (по-голландски Синт-Мартен) из архипелага Нидерландских Антильских островов в 1633 году в рамках Восьмидесятилетней войны. Захват острова ликвидировал находившуюся здесь базу голландских каперов, что ослабило голландскую торговлю в Карибском регионе.

## Предыстория
Соль была основным источником экспорта с острова Сент-Мартен, который располагал несколькими соляными прудами. Вместе с островом Тортуга он был основным источником соли для Голландской Вест-Индской компании и на обоих были построены форты, чтобы противостоять возможным атакам. Вся здешняя торговля состояла в основном в обмене товарами между другими островами Вест-Индии, находившимися под властью Англии и Франции. Сахарный тростник, культивировавшийся на острове, в очень малой степени шёл на экспорт: в основном он использовался для внутреннего потребления местными жителями, число которых не превышало тысячи человек.
Из-за пиратов, обосновавшихся на острове и постоянно терроризировавших испанские суда, Совет Индий решил покончить с этим пиратским гнездом силами эскортных кораблей, сопровождавших транспортные конвои между Америкой и Иберийским полуостровом. В Кадисе были собраны эскадры под командованием Лопе де Осеса, Николаса де Брасиди и Лопе Диаса де Армендариса, маркиза де Кадерейта. Объединённый флот был дополнен пятью шведскими хольками, секвестированными в андалузских портах. 12 мая 1633 года флот, состоящий из пятидесяти пяти судов, вышел из порта. 24 июня испанцы достигли острова Сен-Бартелеми, а двумя днями позже бросили якоря на Сан-Мартине, где население уже было предупреждено о прибытии испанцев.

## Боевые действия
Подойдя к острову Сен-Мартен, испанская разведка обнаружила, что голландские поселенцы находились под защитой 22-пушечной крепости, охранявшей подходы к колонии: он простреливал якорную стоянку и был труден для штурма. Адмирал Кадерейта послал эмиссара с флагмана Nuestra Señora de Aranzazu на берег с требованием капитуляции гарнизона. Около 150 голландских защитников крепости и 40 чернокожих рабов под командованием Яна Класзона ван Кампена отклонили предложение Кадерейты. Губернатор форта обращался с изысканной вежливостью с посланными испанцами, но отметил, что форт он будет защищать.
После этого несколько испанских галеонов вошли в бухту и начали интенсивный обстрел крепости. В 2:00 ночи следующего дня 1 000 испанских солдат и 300 моряков под командованием вице-адмирала де Осеса и маестре де кампо Луиса де Рохаса и Борджиа высадились на берег. Они прошли тяжелый путь через почти непроходимые джунгли, потеряв шестнадцать человек от теплового удара, прежде чем, наконец, 26 июня достигли голландской крепости и начали её штурм. Первая попытка провалилась из-за интенсивного мушкетного огня со стороны оборонявшихся. В результате боя де Осес получил тяжелое ранение в левую руку и в бок. Тогда испанцы подготовились окружить форт и выгрузили на берег четыре тяжелые пушки, чтобы составить из них батарею, а затем начали новый штурм силами 100 солдат в ночь на 28 июня.

## Последствия
1 июля тяжелораненый ван Кампен и оставшиеся в живых 62 голландских и 15 чернокожих защитников крепости объявили о капитуляции.
Кадерейта занял крепость на следующий день, решив укрепить её и сохранить тем самым остров под контролем Испании. Для этого к батарее были добавлены четыре 24-фунтовых, четыре 18-фунтовых полукулеврин и пять 12-фунтовых пушек плюс размещен постоянный гарнизон из 300 испанских солдат под руководством капитана де Лизаразу. После этого испанский флот отправился в Сан-Хуан-де-Пуэрто-Рико. Жители острова не подверглись гонениям и сохранили своё имущество. При этом над крепостью был поднят испанский флаг и прочитана Святая Месса Благодарности в церкви.
Захват Сен-Мартена серьёзно ударил по голландской торговле в Карибском море, приведя к ликвидации базы голландских каперов. В 1644 году губернатор Кюрасао Питер Стёйвесант атаковал остров силами двенадцати судов и тысячи человек, но несмотря на подавляющее преимущество в силах, вынужден был снять осаду четыре недели спустя. Остров вернулся к голландцам с заключением Вестфальского мира.